# Dom (Brandenburg an der Havel)

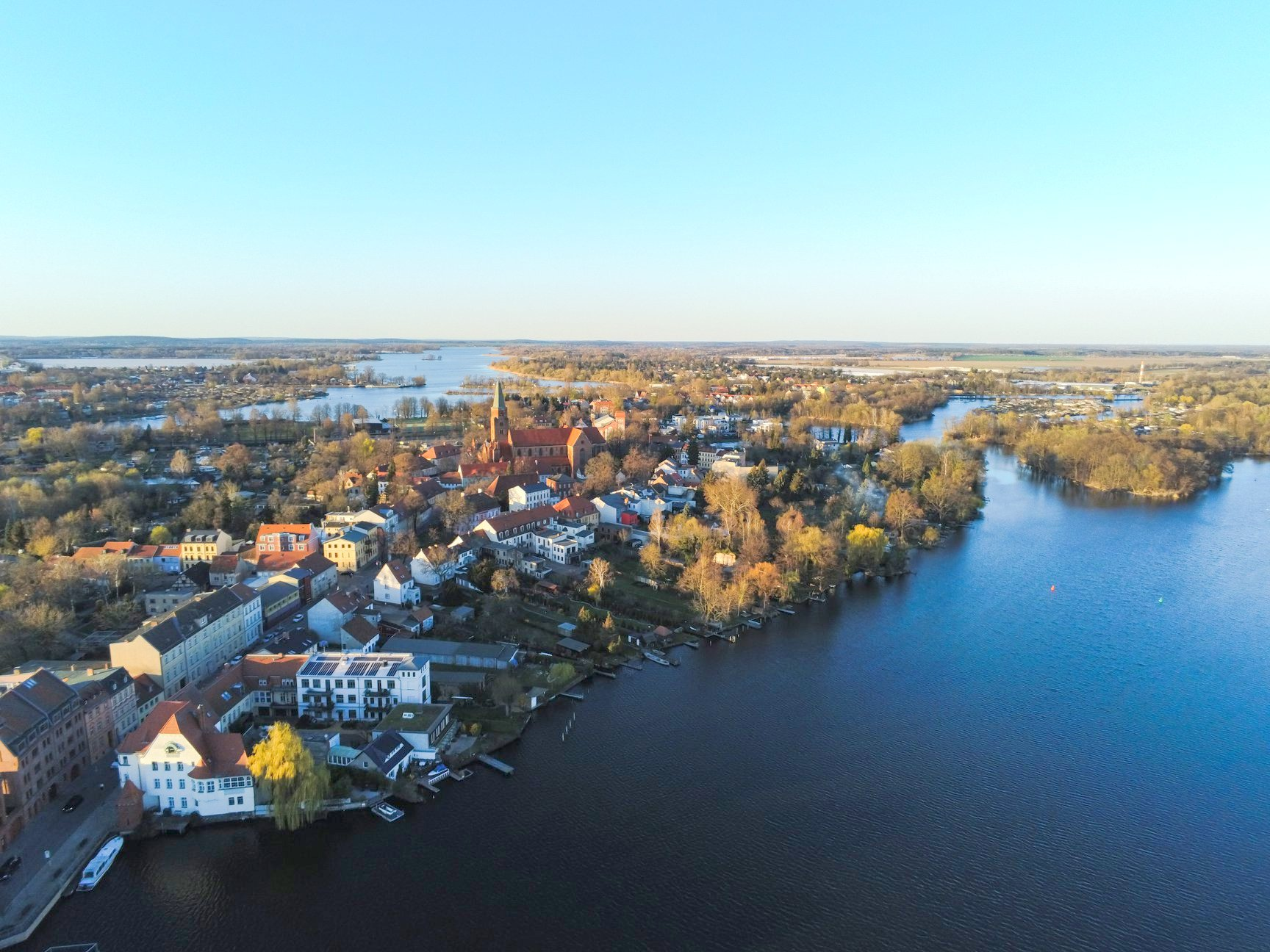
Die Dominsel im Luftbild von Süden

Dom ist ein Stadtteil von Brandenburg an der Havel. Hervorgegangen ist er aus der 1929 eingemeindeten Gemeinde Brandenburg Dom. Sein mittelalterlicher Siedlungskern liegt auf der Dominsel, einige weitere Havelinseln und Ländereien nordöstlich des Beetzsee-Havel-Winkels gehörten auch dazu. Bis zur Übereignung an das Domstift zwischen 1173 und 1179 war die Gemeinde Hauptort des Hochstifts Brandenburg, des Fürstentums des Bischofs des Bistums Brandenburg. Namensgebendes Bauwerk ist der Dom St. Peter und Paul, die Kathedrale des ehemaligen Bistums Brandenburg. Die Dominsel ist mit ihrer großteils mittelalterlichen Bausubstanz in ihrer Gesamtheit als Baudenkmal eingetragen.

## Geschichte
Die Dominsel war bereits zu prähistorischer Zeit besiedelt und Standort der slawischen Burg Brandenburg. 948 wurde sie, nachdem sie zwanzig Jahre zuvor erobert worden war, zum Zentrum des neu gegründeten Bistums Brandenburg. Im Slawenaufstand 983 fielen die Gebiete an der Havel wieder in slawische und somit heidnische Hand, sodass die Bischöfe des formal weiterbestehenden Bistums 174 Jahre im Exil in Magdeburg leben mussten. Nach der Rückeroberung im Juni 1157 durch Albrecht den Bären wurde das Bistum auch de facto wieder erneuert, ausgedehnte Ländereien fielen in kirchliche Hand. Die Geschichte war eng mit der des Brandenburger Doms und des Domkapitels verwoben. Der kirchliche Domkietz stand in enger Beziehung zu den beiden weltlichen Städten Altstadt Brandenburg und Neustadt Brandenburg, die in unmittelbarer Nähe, jeweils nur durch die Havelarme Näthewinde und Domstreng von der Dominsel getrennt, entstanden.
1704 wurde in der Gemeinde Dom Brandenburg die Ritterakademie, eine bedeutende Bildungsstätte des märkischen Adels, gegründet.
Eine Beschreibung der Stadt Brandenburg (im geografischen Sinne) aus dem Jahre 1894 unterscheidet neben der Stadt (im politischen Sinne) das Dorf Dom-Brandenburg mit 819 Einwohnern, auf dessen Gebiet anscheinend auch der Dom stand, vom Stift Burg Brandenburg mit 210 Einwohnern.
1901 wurde die Gemeinde über den Bahnhof Dom Brandenburg an die inzwischen (2015) weitgehend stillgelegten Westhavelländischen Kreisbahnen und somit an das deutsche Eisenbahnnetz angeschlossen. Im Jahre 1929 wurde die Gemeinde Dom Brandenburg als einer der drei mittelalterlichen Stadtkerne in die seit der Vereinigung der Altstadt und Neustadt 1715 bestehende Stadt Brandenburg an der Havel eingemeindet und bildet seither einen eigenen und zentralen Stadtteil.